# Pravia
Pravia je mesto i istoimena opština u španjolskoj autonomnoj zajednici Asturiji na severu Španjolske.
Od 774. bila je sedište asturijskog kraljevstva, do vladavine Alfonsa II.